# 色拉西布洛斯足球俱乐部
色拉西布洛斯足球俱乐部（希臘語：Θρασύβουλος Φυλής），希腊阿提卡大區菲利市镇的一个足球俱乐部。该俱乐部得名于古希腊雅典将军色拉西布洛斯。色拉西布洛斯曾经以菲利为基地，使雅典从斯巴达的压迫下解放出来。